# J-14
J-14 este o revistă pentru adolescenți lunară comercializată la vârstele prezece și tinere între vârstă de 11-19 ani. Este una dintre cele mai vechi reviste de celebritate pentru adolescenți. Revista a fost printre primele reviste pentru copii din lista Forbes din 2012. 

## Istoric și profil
J-14 a fost fondată în 1998. Primul număr al revistei a fost lansat în ianuarie 1999. A fost lansat de Bauer Publishing, divizia din Statele Unite a firmei germane Bauer Verlagsgruppe . Conținutul acestor reviste include caracteristici precum bârfe pentru adolescenți, teste, modă, afișe și informații despre celebrități care aparțin cititorilor. Numele publicației este o prescurtare asemănătoare cu sunetul etichetei sale „Just For Teens”. 
Sediul central al revista J-14 este în Englewood Cliffs, New Jersey.
În aprilie 2015, a fost lansată ediția online în limba spaniolă a J-14.
American Media, Inc. a achiziționat revistele pentru copii ale SUA din Bauer în 2018.